# Tecnotropismo
Si bien el término «tecnotropismo» ha sido usado en algunos estudios como antónimo de ruralismo o de tecnofobia, recientemente ha sido acuñado para describir la tendencia cultural que tienen todas las comunidades humanas hacia la generación de conocimientos y su aprovechamiento integral por parte de la comunidad en la que esos conocimientos son generados.
En este sentido puede decirse que así como todas las plantas muestran determinadas reacciones hacia la luz (fototropismo), la gravedad (gravitropismo) o el agua (hidrotropismo), todas las culturas muestran algún grado de actividad creadora, de avance en técnicas y desarrollo de dispositivos de mayor o menor calidad.
Pero, a diferencia de las plantas y del resto de los animales, el hombre tiene la capacidad para determinar qué herramientas son necesarias para satisfacer tales o cuales necesidades o intereses y qué condiciones deben darse para que esas herramientas sean fabricadas. El hombre se puede plantear fines, puede determinar medios para alcanzar esos fines y puede, finalmente, tomar la decisión de poner en marcha las acciones que llevan desde esos medios hacia aquellos fines. Por eso se afirma que esa tendencia de las comunidades es cultural, porque el hombre realiza esas actividades reflexionando, pensando, deliberando y decidiendo lo más conveniente en cada caso. Esa tendencia cultural universal es el tecnotropismo.
El tecnotropismo es, pues, la fuerza básica que ha impulsado al hombre a lo largo de la historia a crear todas las tecnologías que conocemos, y es la fuerza básica que ha llevado al hombre del siglo XX a inventar la tecnología que dio el puntapié inicial de la revolución digital: la computadora digital.
No obstante, es un hecho que no todas las comunidades producen la misma cantidad y calidad de tecnología a lo largo del tiempo y es un hecho que la revolución digital se ha producido en EE. UU. durante la segunda mitad del siglo XX. Las condiciones necesarias para que el tecnotropismo se desarrolle en toda su fuerza son las condiciones del capitalismo: marco institucional, libre mercado, iniciativa privada, clusterización, masividad y un sólido sistema de propiedad intelectual (Copyright, patente, secretos comerciales, marcas, etcétera), han estado en la base de la explosión de las tecnologías de la información en EE. UU. durante el siglo XX.
El tecnotropismo capitalista es, entonces, el verdadero motor de la revolución digital y la piedra angular que acelera los procesos de innovación a punto tal de hacer de la tecnología algo masivo, al alcance de cualquier persona en el mundo.